# 北海道道288号浦河港線
北海道道288号浦河港線（ほっかいどうどう288ごう うらかわこうせん）は、北海道浦河町内を結ぶ一般道道（北海道道）である。

## 概要

### 路線データ
- 起点：北海道浦河郡浦河町浜町（地方港湾 浦河港）
- 終点：北海道浦河郡浦河町大通3丁目（国道235号・国道236号交点）
- 総延長：0.118 km
- 実延長：0.106 km
- 重用延長：0.012 km

### 道路管理者
- 胆振総合振興局 室蘭建設管理部 浦河出張所

## 歴史
- 1957年（昭和32年）7月25日 - 239号として路線認定[1]。
- 1994年（平成6年）10月1日 - 路線番号を288号に変更[2]。

※この路線の前身は1920年4月1日に認定された準地方費道71号浦河港線である。

## 地理

### 通過する自治体
- 日高振興局
  - 浦河郡浦河町

### 交差する道路
浦河町
- 国道235号 - 大通3丁目（終点）
- 国道236号 - 大通3丁目（終点）

### 沿線にある施設など
浦河町
- 浦河大黒座